# 사이코메트리 (영화)
《사이코메트리》는 2013년에 개봉한 대한민국의 미스터리 영화이다.

## 줄거리
꼴통형사 양춘동. 어느날, 그의 관할에서 여자아이가 유괴당한후 살해당한채로 발견되는 일이 벌어졌다. 그런데 현장을 살피던 춘동은 현장이 며칠전 길을 걷다 우연히 본 신비로운 벽화랑 똑같다는 사실을 알고는 곧바로 벽화를 그린 자를 찾아나섰다. 벽화를 그린 청년의 이름은 김준. 평범해 보이지만 실은 만지면 과거가 보이는 사이코메트리라는 초능력을 갖고 있었지만 다소 불행한 삶을 살아왔다. 이후 능력때문에 인생이 꼬였다고 생각해 누구하고도 어울리지 않은채 혼자 은둔생활을 하고 있던 것이다. 하지만 사건수사를 도와달라는 춘동의 제안을 들어주는 사이 점차 세상밖으로 나오게 된다. 춘동 역시 준의 능력으로 점점 사건의 실마리를 찾아가는가 싶었지만 동료 형사들은 꼴통이던 그가 국과수도 못알아낸걸 알아맞히는걸 수상히 여겼다. 동료들의 물음에 망설이던 춘동은 결국 준의 존재를 밝혔고 하루아침에 살인용의자가 된 준은 배신감에 휩싸인다.

## 캐스팅
- 김강우 : 양춘동 역
- 김범 : 김준 역
- 박혁권 : 기우 역
- 이준혁 : 양수 역
- 서현철 : 고 반장 역
- 박성웅 : 철현 역
- 김유빈 : 다희 역
- 이솜 : 승기 역
- 서영화 : 준의 모 역
- 김기천 : 화방주인 역
- 유승목 : 식당 사장 역
- 김정석 : 다희 부 역
- 김익태 :  경찰서장 역
- 최교식 : 형사 1 역
- 정종열 : 형사 2 역
- 박건락 : 형사 3 역
- 신성일 : 형사 4 역
- 신세용 : 형사 5 역
- 김태현 : 형사 6 역
- 박주형 : 구로구 형사 역
- 박성연 : 은지 모 역
- 김가빈 : 은지 역
- 김종수 : 구청 남 역
- 손미애 : 구청 여 역
- 유재상 : 어린 춘동 역
- 김재현 : 양길동 역
- 박은영 : 다희 동네 주민  역
- 우서경 : 동물병원 여직원 1  역
- 송하늘 : 동물병원 여직원 2  역
- 임윤주 : 간호사  역
- 김태인 : 감식반  역
- 봉은선 : 식당 종업원  역
- 정윤선 : 어린이집 교사  역
- 윤박 : 불량학생 1  역
- 금보 : 불량학생 2  역
- 오희준 : 불량학생 3 역
- 김광식 : 놀이터학생 1 역
- 김동규 : 놀이터학생 2 역
- 오성훈 : 놀이터학생 3 역
- 정소정 : 놀이터학생 4 역
- 정예찬 : 놀이터학생 5 역
- 서왕석 : 용역 1 역
- 박병렬 : 용역 2 역
- 강선영 : 뉴스 앵커 역
- 이승아 : 아파트 여자아이 역
- 이창욱 : 남자 기자 역
- 김상일 : 은지 외삼촌 역
- 나종수 : 검시관 역
- 박서연 : 연이 역
- 김수정 : 여순경 역
- 박범수 ; 사고트럭운전수 역
- 박충환 : 사고트럭운전수 역
- 김준호 : 다단계 실장 역 (특별출연)